# بني شكدال
بني شكدال هي قرية مغربية وسط شمال البلاد. تقع بني شكدال بإقليم بني ملال وتضم 11.582 نسمة (إحصاء رسمي 2004).